# 羅伯茨 (蒙大拿州)
羅伯茨（英語：Roberts）是位於美國蒙大拿州卡本縣的普查規定居民點。

## 歷史
羅伯茨的郵局自1896年營運至今。

## 人口
根據2020年美國人口普查的數據，羅伯茨的面積為10.31平方千米，皆為陸地。當地共有人口304人，而人口密度為每平方千米29.49人。